# The Joshua Tree Tour
Tournées par U2
The Unforgettable Fire Tour 
 (1984-85) Lovetown Tour (1989-90)
The Joshua Tree World Tour est une tournée mondiale du groupe de rock U2 en 1987. Elle fait suite à la sortie de l'album The Joshua Tree le 9 mars de la même année. Ce périple musical a débuté à Tempe (Arizona) aux États-Unis le 2 avril 1987 pour se terminer dans cette même ville le 20 décembre suivant. Cette tournée de 112 concerts entre l'Amérique du Nord et l'Europe a visité 13 pays et 65 villes comme Los Angeles, Paris, Londres, Rome, Montréal ou New York. Trois millions de spectateurs y ont assisté, dont beaucoup de stars du cinéma ou de la chanson comme Mickey Rourke ou Frank Sinatra.

## Déroulement
Le Joshua Tree Tour s'est étalé du printemps à l'automne 1987. U2 a joué dans des salles puis progressivement dans des stades plein à craquer d'Europe (120 000 madrilènes à Santiago Bernabéu d'après Bono) et d'Amérique du Nord. « Ce fut une sacrée expérience » se souvient le batteur Larry Mullen Junior. Des écrans ont même été utilisés lors du second passage des Irlandais aux Etats-Unis à l'automne 1987, afin que les spectateurs au fond des stades puissent mieux voir le groupe. 
U2 interprète à chaque concert environ 18 à 20 chansons. Les titres de l'album The Joshua Tree les plus souvent joués au côté des grands classiques de U2 comme Sunday Bloody Sunday, New Year's Day ou Pride (In the Name of Love) sont : Where the Streets Have No Name, I Still Haven't Found What I'm Looking For, With or Without You, Bullet the Blue Sky, Running to Stand Still, In God's Country, Trip Through Your Wires et  Exit. Le morceau One Tree Hill fut interprété quelquefois durant la dernière partie de la tournée aux Etats-Unis.

Les moments les plus marquants du Joshua Tree Tour sont notamment les photos prises par le magazine Time au début de la tournée lors du passage du groupe dans l'ouest américain. U2 fait la couverture de cette revue le 27 avril 1987 (seuls les Beatles et les Who avaient eu le droit à cet honneur). Citons également la mauvaise chute de Bono au moment où le groupe interprète Exit lors du concert de Washington le 20 septembre 1987. Le leader du groupe s'en sort avec trois ligaments arrachés à la clavicule gauche et continue la tournée un bras en écharpe. Enfin, dans un registre plus souriant, le groupe décide de faire leur propre première partie déguisée en Dalton ! Devant un public ne les reconnaissant pas dans leurs accoutrements, les Dalton Brothers interprètent - parfois sous les sifflets - des chansons comme Lost Highway de Hank Williams ou Lucille.

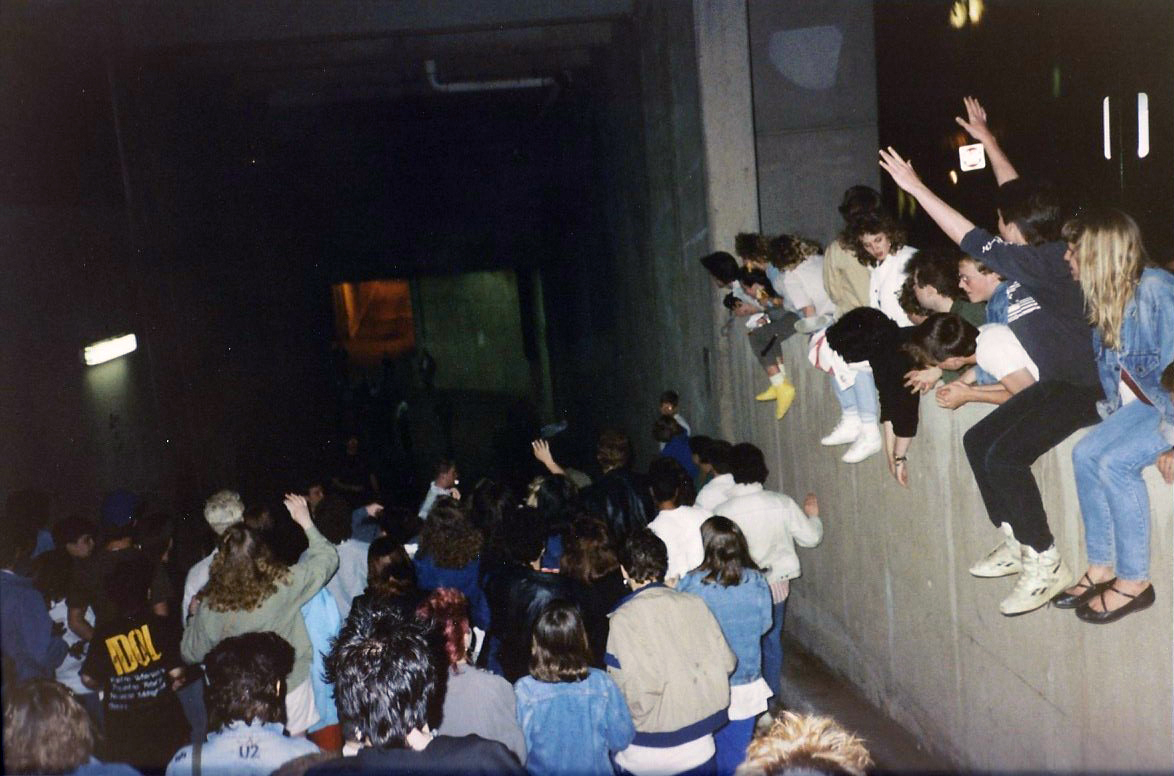
Fans de U2 après le concert du groupe irlandais à Hartford le 9 mai 1987.

De nombreux shows du Joshua Tree Tour seront enregistrés et filmés notamment le passage du groupe dans la villa d'Elvis Presley à Graceland (Larry Mullen s'asseyant sur la moto du roi du rock n'roll) ou l'interprétation d'I Still Haven't Found What I'm Looking For avec une chorale gospel de Harlem. 250 heures de film seront ainsi tournées pour le futur album-film Rattle and Hum.

## Dates
| Date              | Ville            | Pays             | Lieu                                     | Affluence        |
| Amérique du Nord  | Amérique du Nord | Amérique du Nord | Amérique du Nord                         | Amérique du Nord |
| ----------------- | ---------------- | ---------------- | ---------------------------------------- | ---------------- |
| 2 avril 1987      | Tempe            | États-Unis       | Arizona State University Activity Center | 25 113           |
| 4 avril 1987      | Tempe            | États-Unis       | Arizona State University Activity Center | 25 113           |
| 5 avril 1987      | Tucson           | États-Unis       | Tucson Community Center (en)             | 8 032            |
| 7 avril 1987      | Houston          | États-Unis       | The Summit                               | 27 251           |
| 8 avril 1987      | Houston          | États-Unis       | The Summit                               | 27 251           |
| 10 avril 1987     | Las Cruces       | États-Unis       | Pan American Center (en)                 | 12 500           |
| 12 avril 1987     | Paradise         | États-Unis       | Thomas & Mack Center                     | 8 637            |
| 13 avril 1987     | San Diego        | États-Unis       | San Diego Sports Arena                   | 27 937           |
| 14 avril 1987     | San Diego        | États-Unis       | San Diego Sports Arena                   | 27 937           |
| 17 avril 1987     | Los Angeles      | États-Unis       | Los Angeles Memorial Sports Arena        | 74 176           |
| 18 avril 1987     | Los Angeles      | États-Unis       | Los Angeles Memorial Sports Arena        | 74 176           |
| 20 avril 1987     | Los Angeles      | États-Unis       | Los Angeles Memorial Sports Arena        | 74 176           |
| 21 avril 1987     | Los Angeles      | États-Unis       | Los Angeles Memorial Sports Arena        | 74 176           |
| 22 avril 1987     | Los Angeles      | États-Unis       | Los Angeles Memorial Sports Arena        | 74 176           |
| 24 avril 1987     | Daly City        | États-Unis       | Cow Palace                               | 25 785           |
| 25 avril 1987     | Daly City        | États-Unis       | Cow Palace                               | 25 785           |
| 29 avril 1987     | Rosemont         | États-Unis       | Rosemont Horizon                         | 16 854           |
| 30 avril 1987     | Pontiac          | États-Unis       | Silverdome                               | 51 718           |
| 2 mai 1987        | Worcester        | États-Unis       | Centrum                                  | 37 482           |
| 3 mai 1987        | Worcester        | États-Unis       | Centrum                                  | 37 482           |
| 4 mai 1987        | Worcester        | États-Unis       | Centrum                                  | 37 482           |
| 7 mai 1987        | Hartford         | États-Unis       | Hartford Civic Center                    | 47 327           |
| 8 mai 1987        | Hartford         | États-Unis       | Hartford Civic Center                    | 47 327           |
| 9 mai 1987        | Hartford         | États-Unis       | Hartford Civic Center                    | 47 327           |
| 11 mai 1987       | East Rutherford  | États-Unis       | Meadowlands Arena                        | 102 640          |
| 12 mai 1987       | East Rutherford  | États-Unis       | Meadowlands Arena                        | 102 640          |
| 13 mai 1987       | East Rutherford  | États-Unis       | Meadowlands Arena                        | 102 640          |
| 15 mai 1987       | East Rutherford  | États-Unis       | Meadowlands Arena                        | 102 640          |
| 16 mai 1987       | East Rutherford  | États-Unis       | Meadowlands Arena                        | 102 640          |
| Europe            |                  |                  |                                          |                  |
| 27 mai 1987       | Rome             | Italie           | Stade Flaminio                           | Non communiqué   |
| 29 mai 1987       | Modène           | Italie           | Stade Alberto-Braglia                    | Non communiqué   |
| 30 mai 1987       | Modène           | Italie           | Stade Alberto-Braglia                    | Non communiqué   |
| 2 juin 1987       | Londres          | Angleterre       | Wembley Arena                            | Non communiqué   |
| 3 juin 1987       | Birmingham       | Angleterre       | National Exhibition Centre               | Non communiqué   |
| 6 juin 1987       | Göteborg         | Suède            | Eriksberg                                | Non communiqué   |
| 8 juin 1987       | Budapest         | Hongrie          | Népstadion                               | Non communiqué   |
| 11 juin 1987      | Londres          | Angleterre       | Stade de Wembley                         | Non communiqué   |
| 12 juin 1987      | Londres          | Angleterre       | Stade de Wembley                         | Non communiqué   |
| 15 juin 1987      | Paris            | France           | Le Zénith                                | Non communiqué   |
| 17 juin 1987      | Cologne          | Allemagne        | Müngersdorfer Stadium                    | Non communiqué   |
| 21 juin 1987      | Bâle             | Suisse           | Stade Saint-Jacques                      | Non communiqué   |
| 24 juin 1987      | Belfast          | Irlande du Nord  | King's Hall                              | Non communiqué   |
| 27 juin 1987      | Dublin           | Irlande          | Croke Park                               | Non communiqué   |
| 28 juin 1987      | Dublin           | Irlande          | Croke Park                               | Non communiqué   |
| 1er juillet 1987  | Leeds            | Angleterre       | Elland Road                              | Non communiqué   |
| 4 juillet 1987    | Paris            | France           | Hippodrome de Vincennes                  | Non communiqué   |
| 8 juillet 1987    | Bruxelles        | Belgique         | Forest National                          | Non communiqué   |
| 10 juillet 1987   | Rotterdam        | Pays-Bas         | Stade de Feyenoord                       | Non communiqué   |
| 11 juillet 1987   | Rotterdam        | Pays-Bas         | Stade de Feyenoord                       | Non communiqué   |
| 15 juillet 1987   | Madrid           | Espagne          | Stade Santiago-Bernabéu                  | Non communiqué   |
| 18 juillet 1987   | Montpellier      | France           | Espace Richter                           | Non communiqué   |
| 21 juillet 1987   | Munich           | Allemagne        | Olympiahalle                             | Non communiqué   |
| 22 juillet 1987   | Munich           | Allemagne        | Olympiahalle                             | Non communiqué   |
| 25 juillet 1987   | Cardiff          | Pays de Galles   | Cardiff Arms Park                        | Non communiqué   |
| 29 juillet 1987   | Glasgow          | Écosse           | SEC Centre (en)                          | Non communiqué   |
| 30 juillet 1987   | Glasgow          | Écosse           | SEC Centre (en)                          | Non communiqué   |
| 1er août 1987     | Édimbourg        | Écosse           | Murrayfield Stadium                      | Non communiqué   |
| 3 août 1987       | Birmingham       | Angleterre       | National Exhibition Centre               | Non communiqué   |
| 4 août 1987       | Birmingham       | Angleterre       | National Exhibition Centre               | Non communiqué   |
| 8 août 1987       | Cork             | Irlande          | Páirc Uí Chaoimh                         | Non communiqué   |
| Amérique du Nord  |                  |                  |                                          | Non communiqué   |
| 10 septembre 1987 | Uniondale        | États-Unis       | Nassau Coliseum                          | 34 899           |
| 11 septembre 1987 | Uniondale        | États-Unis       | Nassau Coliseum                          | 34 899           |
| 12 septembre 1987 | Philadelphie     | États-Unis       | Spectrum                                 | 17 622           |
| 14 septembre 1987 | East Rutherford  | États-Unis       | Giants Stadium                           | 54 780           |
| 17 septembre 1987 | Boston           | États-Unis       | Boston Garden                            | 31 018           |
| 18 septembre 1987 | Boston           | États-Unis       | Boston Garden                            | 31 018           |
| 20 septembre 1987 | Washington       | États-Unis       | Robert F. Kennedy Memorial Stadium       | 51 016           |
| 22 septembre 1987 | Foxborough       | États-Unis       | Sullivan Stadium                         | 55 378           |
| 23 septembre 1987 | New Haven        | États-Unis       | New Haven Coliseum (en)                  | 10 535           |
| 25 septembre 1987 | Philadelphie     | États-Unis       | John F. Kennedy Stadium                  | 86 145           |
| 28 septembre 1987 | New York         | États-Unis       | Madison Square Garden                    | 39 510           |
| 29 septembre 1987 | New York         | États-Unis       | Madison Square Garden                    | 39 510           |
| 1er octobre 1987  | Montréal         | Canada           | Stade olympique                          | 66 117           |
| 3 octobre 1987    | Toronto          | Canada           | Stade de l'Exposition nationale          | 62 846           |
| 6 octobre 1987    | Cleveland        | États-Unis       | Cleveland Stadium                        | 50 081           |
| 7 octobre 1987    | Buffalo          | États-Unis       | Buffalo Memorial Auditorium              | 17 065           |
| 9 octobre 1987    | Syracuse         | États-Unis       | Carrier Dome                             | 39 157           |
| 11 octobre 1987   | Rochester        | États-Unis       | Silver Stadium (en)                      | 30 500           |
| 13 octobre 1987   | Pittsburgh       | États-Unis       | Three Rivers Stadium                     | Non communiqué   |
| 20 octobre 1987   | Iowa City        | États-Unis       | Carver–Hawkeye Arena                     | 15 846           |
| 22 octobre 1987   | Champaign        | États-Unis       | Assembly Hall                            | 16 193           |
| 23 octobre 1987   | Lexington        | États-Unis       | Rupp Arena                               | 22 815           |
| 25 octobre 1987   | Saint-Louis      | États-Unis       | St. Louis Arena                          | 18 237           |
| 26 octobre 1987   | Kansas City      | États-Unis       | Kemper Arena                             | 17 168           |
| 28 octobre 1987   | Rosemont         | États-Unis       | Rosemont Horizon                         | 51 998           |
| 29 octobre 1987   | Rosemont         | États-Unis       | Rosemont Horizon                         | 51 998           |
| 30 octobre 1987   | Rosemont         | États-Unis       | Rosemont Horizon                         | 51 998           |
| 1er novembre 1987 | Indianapolis     | États-Unis       | Hoosier Dome                             | 38 441           |
| 3 novembre 1987   | Saint Paul       | États-Unis       | St. Paul Civic Center                    | 35 152           |
| 4 novembre 1987   | Saint Paul       | États-Unis       | St. Paul Civic Center                    | 35 152           |
| 7 novembre 1987   | Denver           | États-Unis       | McNichols Sports Arena                   | 34 000           |
| 8 novembre 1987   | Denver           | États-Unis       | McNichols Sports Arena                   | 34 000           |
| 11 novembre 1987  | San Francisco    | États-Unis       | Justin Herman Plaza                      | Non communiqué   |
| 12 novembre 1987  | Vancouver        | Canada           | BC Place Stadium                         | 54 204           |
| 14 novembre 1987  | Oakland          | États-Unis       | Oakland–Alameda County Coliseum          | 103 260          |
| 15 novembre 1987  | Oakland          | États-Unis       | Oakland–Alameda County Coliseum          | 103 260          |
| 17 novembre 1987  | Los Angeles      | États-Unis       | Los Angeles Memorial Coliseum            | 132 925          |
| 18 novembre 1987  | Los Angeles      | États-Unis       | Los Angeles Memorial Coliseum            | 132 925          |
| 22 novembre 1987  | Austin           | États-Unis       | Frank Erwin Center                       | 17 202           |
| 23 novembre 1987  | Fort Worth       | États-Unis       | Tarrant County Convention Center         | 27 560           |
| 24 novembre 1987  | Fort Worth       | États-Unis       | Tarrant County Convention Center         | 27 560           |
| 26 novembre 1987  | Baton Rouge      | États-Unis       | LSU Assembly Center                      | 15 042           |
| 28 novembre 1987  | Murfreesboro     | États-Unis       | Murphy Center (en)                       | 11 619           |
| 3 décembre 1987   | Miami            | États-Unis       | Orange Bowl                              | Non communiqué   |
| 5 décembre 1987   | Tampa            | États-Unis       | Tampa Stadium                            | 58 865           |
| 8 décembre 1987   | Atlanta          | États-Unis       | Omni Coliseum                            | 32 734           |
| 9 décembre 1987   | Atlanta          | États-Unis       | Omni Coliseum                            | 32 734           |
| 11 décembre 1987  | Hampton          | États-Unis       | Hampton Coliseum (en)                    | 21 088           |
| 12 décembre 1987  | Hampton          | États-Unis       | Hampton Coliseum (en)                    | 21 088           |
| 19 décembre 1987  | Tempe            | États-Unis       | Sun Devil Stadium                        | 110 450          |
| 20 décembre 1987  | Tempe            | États-Unis       | Sun Devil Stadium                        | 110 450          |
| Total             | Total            | Total            | Total                                    | 1 946 920        |

## Concert à l'hippodrome de Vincennes le 4 juillet 1987
La première partie est jouée par les Pogues et UB40. U2 arrive ensuite sur scène par surprise en enchaînant Stand by Me sur la bande-son qui tournait pour patienter. Puis le Setlist (voir ci-dessous le concert en DVD) devant une foule en délire.

## DVD
Le concert de U2 à l'hippodrome de Vincennes le 4 juillet 1987 est disponible en DVD. Intitulé U2 Live From Paris et produit par Malcolm Gerrie, on peut le trouver dans le coffret de luxe The Joshua Tree sorti pour les 20 ans du disque en 2007.
4 juillet 1987
Hippodrome de Paris Vincennes
Joshua Tree Tour - Europe - Setlist :
1. Stand by Me
2. C'Mon Everybody
3. I Will Follow
4. Trip Through Your Wires
5. I Still Haven't Found What I'm Looking For
6. MLK
7. The Unforgettable Fire
8. Sunday Bloody Sunday
9. Exit
10. In God's Country
11. The Electric Co.
12. Help
13. Bad
14. October
15. New Year's Day
16. Pride (In the Name of Love)
17. Bullet the Blue Sky
18. Running to Stand Still
19. With or Without You
20. Party Girl
21. 40